# Schwalbenmühle

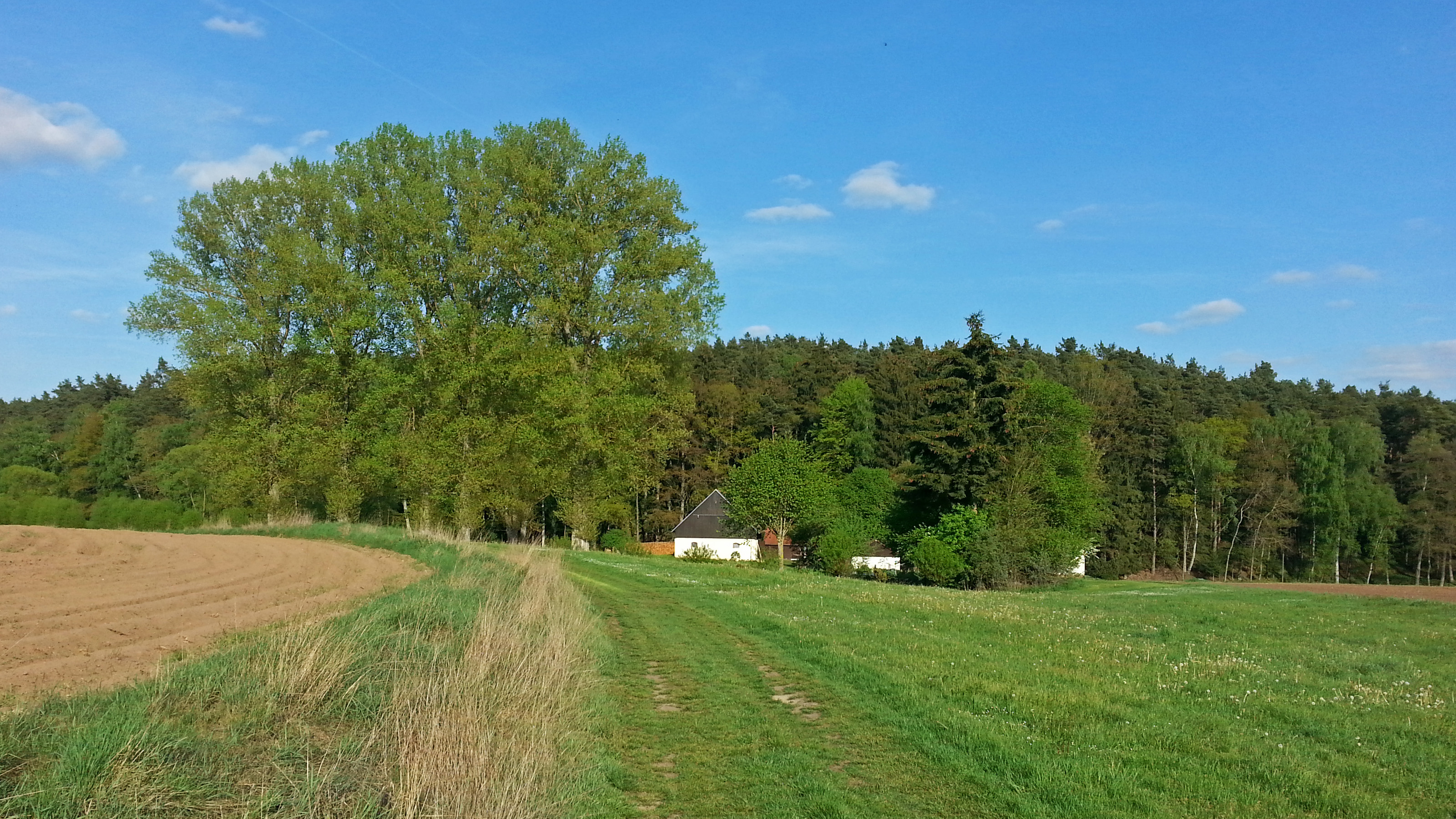
Ortsansicht

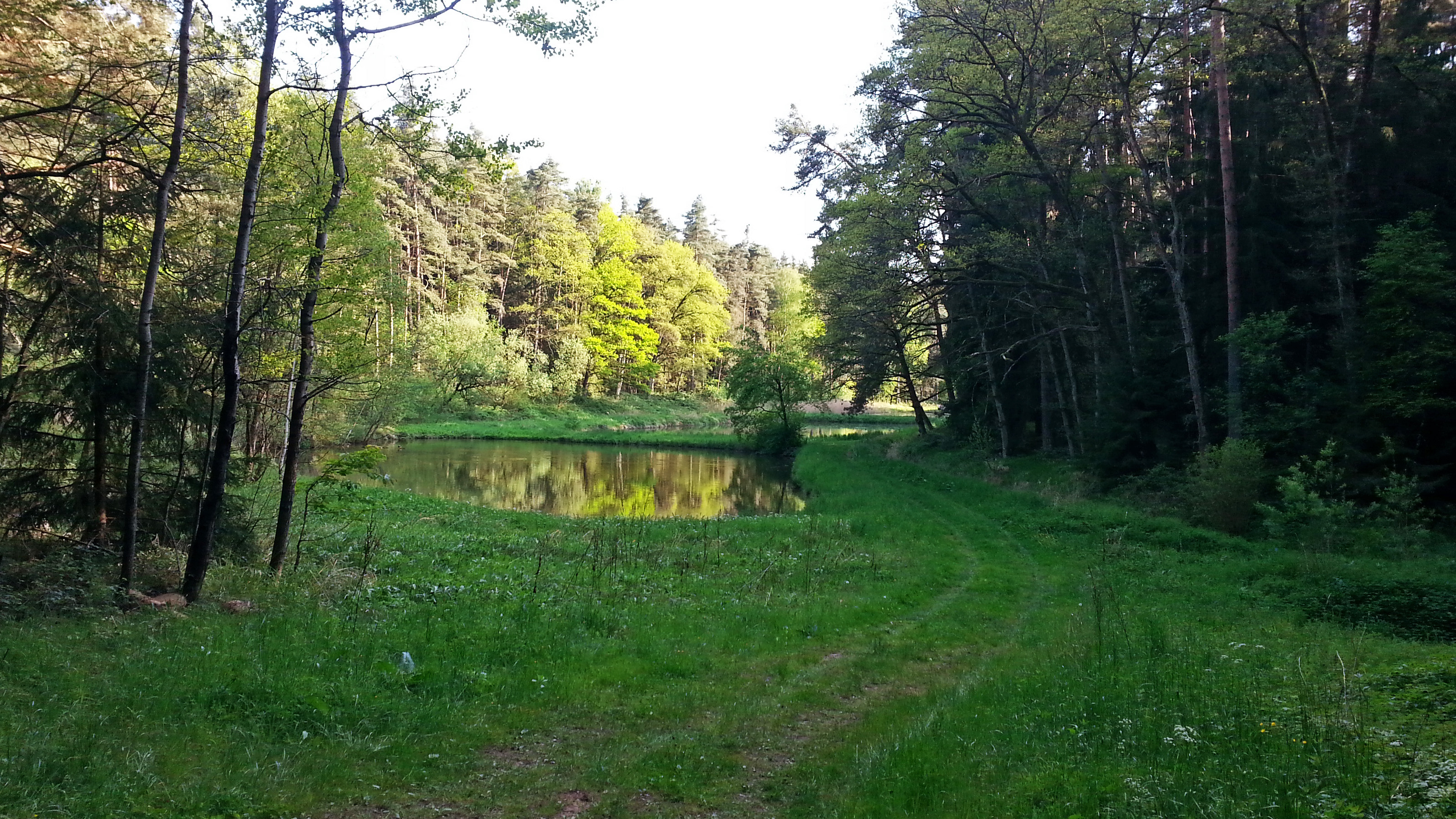
Die Weiher

Schwalbenmühle (fränkisch: Schwalm-mil) ist ein Gemeindeteil der Stadt Windsbach im Landkreis Ansbach (Mittelfranken, Bayern). Schwalbenmühle liegt in der Gemarkung Windsbach.

## Geografie
Durch die Einöde fließt der Schwalbenbach, ein linker Zufluss der Fränkischen Rezat. Südöstlich beginnt das Waldgebiet Steinmauern. Ein Anliegerweg führt zur Staatsstraße 2220 (0,3 km südlich) zwischen Windsbach (0,7 km westlich) und Wolfsau (1 km östlich).

## Geschichte
Der Ort wurde 1531 als „Schwalbenmül“ erstmals urkundlich erwähnt. Obwohl die Mühle nur an einem Bächlein liegt, konnte sie als Wassermühle betrieben werden, indem das Wasser des dünnen Rinnsals angestaut wurde. So erklärt sich auch der Name, der in keinem Zusammenhang mit der Schwalbe steht, sondern sich von Schwellen (Anstauen) ableitet.
Im 16-Punkte-Bericht des Oberamts Windsbach aus dem Jahr 1608 wurde für die Schwalbenmühle eine Mannschaft verzeichnet, die dem brandenburg-ansbachischen Kastenamt Windsbach unterstand. Das Hochgericht übte das brandenburg-ansbachische Kasten- und Stadtvogteiamt Windsbach aus.
Gegen Ende des 18. Jahrhunderts gehörte Schwalbenmühle zu Windsbach. Sie hatte das Kastenamt Windsbach als Grundherrn. Unter der preußischen Verwaltung (1792–1806) des Fürstentums Ansbach erhielt die Schwalbenmühle bei der Vergabe der Hausnummern die Nr. 175 der Stadt Windsbach. Von 1797 bis 1808 unterstand der Ort dem Justiz- und Kammeramt Windsbach.
Im Rahmen des Gemeindeedikts wurde Schwalbenmühle dem 1808 gebildeten Steuerdistrikt Windsbach und der 1810 gegründeten Munizipalgemeinde Windsbach zugeordnet.

### Bodendenkmäler
- Etwas östlich von der Schwalbenmühle gibt es Grabhügel vorgeschichtlicher Zeitstellung.
- Südlich der Mühle gab es eine Wallanlage, die genaue Zeitstellung ist nicht bekannt.

### Einwohnerentwicklung
| Jahr      | 001818 | 001840 | 001861 | 001871 | 001885 | 001900 | 001925 | 001950 | 001961 | 001970 | 001987 |
| Einwohner | 9      | 8      | 7      | 3      | 6      | 5      | 4      | 5      | 4      | 7      | 5      |
| Häuser    | 1      | 1      |        |        | 1      | 1      | 1      | 1      | 1      |        | 1      |
| Quelle    | [ 14 ] | [ 15 ] | [ 16 ] | [ 17 ] | [ 18 ] | [ 19 ] | [ 20 ] | [ 21 ] | [ 22 ] | [ 23 ] | [ 1 ]  |

## Religion
Der Ort ist evangelisch-lutherisch geprägt und nach St. Margareta (Windsbach) gepfarrt. Die Einwohner römisch-katholischer Konfession sind nach St. Bonifatius (Windsbach) gepfarrt.